# Bernard Kipyego
Pour les articles homonymes, voir Kiprop et Kipyego.
Bernard Kiprop Kipyego (né le 16 juillet 1986 dans le district de Keiyo) est un athlète kényan, spécialiste des courses de fond.
Il s'illustre durant les Championnats du monde de cross-country 2007 en se classant troisième de la course individuelle, derrière Zersenay Tadese et Moses Mosop. Cinquième sur 10 000 mètres lors des Championnats du monde de Berlin, en août 2009, Bernard Kipyego remporte la médaille d'argent des Championnats du monde de semi-marathon de Birmingham avec le temps de 59 min 59 s.

## Records
- 3 000 m : 7 min 50 s 57 (Liège, 19/07/2006)
- 5 000 m : 13 min 09 s 96 (Oslo, 29/07/2005)
- 10 000 m : 26 min 59 s 61 (Bruxelles, 14/09/2007)
- Semi-marathon : 59 min 10 s (Rotterdam, 13/09/2009)
- Marathon : 2 h 06 min 19 s (Amsterdam, 18/10/2015)

## Palmarès
- 2007
  - 3e des Championnats du monde de cross-country

- 2009
  - 2e du Championnat du monde de semi-marathon de Birmingham en 59 min 59 s.
  - 5e des Championnats du monde de Berlin sur 10 000 mètres

- 2011
  - 2e du Marathon de Paris en 2 h 07 min 14 s
  - 3e du Marathon de Chicago en 2 h 06 min 29 s

- 2012
  - 3e du Marathon de Boston en 2 h 13 min 13 s

- 2014
  - Vainqueur du Marathon d'Amsterdam en 2 h 06 min 22 s

- 2015
  - Vainqueur du Marathon d'Amsterdam en 2 h 06 min 19 s